# Copa de Francia de Ciclismo 2012
La Copa de Francia de Ciclismo de 2012 fue la 21.ª edición de la competición. Comenzó el 19 de enero con el G. P. Ouverture la Marsellesa y finalizó el 14 de octubre con la celebración del Tour de Vendée. Respecto a la edición anterior se añadió la Route Adélie.
Formaron parte de la competición dieciséis pruebas y al final de ellas el ganador fue Samuel Dumoulin del equipo Cofidis, le Crédit en Ligne. Además Arnaud Démare venció en la clasificación de los jóvenes, mientras que por equipos ganó el Bretagne-Schuller.

## Resultados
| Fecha            | Carrera                             | Ganador             | Equipo del ganador             | Líder de la clasificación individual | Líder de la clasificación por equipos |
| 29 de enero      | Gran Premio Ouverture la Marsellesa | Samuel Dumoulin     | Cofidis, le Crédit en Ligne    | Samuel Dumoulin                      | Cofidis, le Crédit en Ligne           |
| 17 de marzo      | Clásica de Loire-Atlantique         | Florian Vachon      | Bretagne-Schuller              | Florian Vachon                       | Bretagne-Schuller                     |
| 18 de marzo      | Gran Premio Cholet-Pays de Loire    | Arnaud Démare       | FDJ-Big Mat                    | Arnaud Démare                        | FDJ-Big Mat                           |
| 30 de marzo      | Route Adélie                        | Roberto Ferrari     | Androni Giocattoli-Venezuela   | Arnaud Démare                        | Bretagne-Schuller                     |
| 1 de abril       | Flèche d’Emeraude                   | Roberto Ferrari     | Androni Giocattoli-Venezuela   | Arnaud Démare                        | Saur-Sojasun                          |
| 10 de abril      | París-Camembert                     | Pierre-Luc Périchon | La Pomme Marseille             | Pierre-Luc Périchon                  | Saur-Sojasun                          |
| 12 de abril      | Gran Premio de Denain               | Juan José Haedo     | Saxo Bank                      | Arnaud Démare                        | Bretagne-Schuller                     |
| 15 de abril      | Tour de Finisterre                  | Julien Simon        | Saur-Sojasun                   | Samuel Dumoulin                      | Saur-Sojasun                          |
| 29 de abril      | Tro Bro Leon                        | Ryan Roth           | Team SpiderTech powered by C10 | Samuel Dumoulin                      | Bretagne-Schuller                     |
| 26 de mayo       | Gran Premio de Plumelec-Morbihan    | Julien Simon        | Saur-Sojasun                   | Samuel Dumoulin                      | Bretagne-Schuller                     |
| 27 de mayo       | Boucles de l'Aulne                  | Sébastien Hinault   | Ag2r La Mondiale               | Julien Simon                         | Bretagne-Schuller                     |
| 29 de julio      | Polynormande                        | Tony Hurel          | Team Europcar                  | Samuel Dumoulin                      | Bretagne-Schuller                     |
| 19 de agosto     | Châteauroux Classic de l'Indre      | Rafael Andriato     | Farnese Vini-Selle Italia      | Samuel Dumoulin                      | Bretagne-Schuller                     |
| 2 de septiembre  | Tour du Doubs                       | Jérôme Coppel       | Saur-Sojasun                   | Samuel Dumoulin                      | Bretagne-Schuller                     |
| 16 de septiembre | Gran Premio de Isbergues            | John Degenkolb      | Argos-Shimano                  | Samuel Dumoulin                      | Bretagne-Schuller                     |
| 14 de octubre    | Tour de Vendée                      | Wesley Kreder       | Vacansoleil-DCM                | Samuel Dumoulin                      | Bretagne-Schuller                     |

## Clasificaciones

### Individual
| Posición | Ciclista          | Equipo                      | Puntos |
| -------- | ----------------- | --------------------------- | ------ |
| 1        | Samuel Dumoulin   | Cofidis, le Crédit en Ligne | 232    |
| 2        | Julien Simon      | Saur-Sojasun                | 159    |
| 3        | Laurent Pichon    | Bretagne-Schuller           | 94     |
| 4        | Arnaud Démare     | FDJ-Big Mat                 | 88     |
| 5        | Romain Feillu     | Vacansoleil-DCM             | 84     |
| 6        | Sébastien Hinault | Ag2r La Mondiale            | 75     |
| 7        | Benoît Jarrier    | Véranda Rideau-Super U      | 65     |
| 8        | Jérémie Galland   | Saur-Sojasun                | 62     |
| 9        | Tony Hurel        | Europcar                    | 61     |
| 10       | Pierrick Fédrigo  | FDJ-Big Mat                 | 58     |

### Jóvenes
| Posición | Ciclista            | Equipo                 | Puntos |
| -------- | ------------------- | ---------------------- | ------ |
| 1        | Arnaud Démare       | FDJ-Big Mat            | 88     |
| 2        | Benoît Jarrier      | Véranda Rideau-Super U | 65     |
| 3        | Tony Hurel          | Europcar               | 61     |
| 4        | Pierre-Luc Périchon | La Pomme Marseille     | 50     |

| 5  | Nacer Bouhanni      | FDJ-Big Mat        | 45 |
| 6  | Armindo Fonseca     | Bretagne-Schuller  | 37 |
| 7  | Arthur Vichot       | FDJ-Big Mat        | 33 |
| 8  | Romain Hardy        | Bretagne-Schuller  | 32 |
| 9  | Yannick Martinez    | La Pomme Marseille | 28 |
| 10 | Evaldas Šiškevicius | La Pomme Marseille | 24 |

### Equipos
| Posición | Equipo            | Puntos |
| -------- | ----------------- | ------ |
| 1        | Bretagne-Schuller | 140    |
| 2        | Saur-Sojasun      | 115    |
| 3        | FDJ-Big Mat       | 106    |
| 4        | Europcar          | 94     |
| 5        | Ag2r La Mondiale  | 88     |

| 6  | La Pomme Marseille          | 87 |
| 7  | Cofidis, le Crédit en Ligne | 79 |
| 8  | BigMat-Auber 93             | 71 |
| 9  | Roubaix-Lille Métropole     | 62 |
| 10 | Véranda Rideau-Super U      | 57 |